# Omphalestra herbuloti
Omphalestra herbuloti là một loài bướm đêm trong họ Noctuidae.